# Spectamen
Spectamen es un género de molusco gasterópodo de la familia Solariellidae.

## Especies
Las especies de este género son:
- Spectamen adarticulatum (Barnard, 1963)
- Spectamen babylonia Vilvens, 2009
- Spectamen bellulus (Angas, 1869)
- Spectamen epithecus Iredale, 1929
- Spectamen flavum Herbert, 1987
- Spectamen franciscanum (Barnard, 1963)
- Spectamen gerula Herbert, 1987
- Spectamen geruloides Herbert, 1987
- Spectamen marsus Cotton & Godfrey, 1938
- Spectamen multistriatum (Thiele, 1925)
- Spectamen pardalis Herbert, 1987
- Spectamen philippense (Watson, 1881)
- Spectamen philippensis Watson, 1881
- Spectamen rikae Vilvens, 2003
- Spectamen roseapicale Herbert, 1987
- Spectamen rubiolae Herbert, 1987
- Spectamen ruthae Herbert, 1987
- Spectamen semisculptum (Martens, 1904)
- Spectamen sulculiferum Herbert, 1987
- Spectamen turbynei (Barnard, 1963)